# Forces Democràtiques d'Alliberament de Ruanda
Les Forces Democràtiques d'Alliberament de Ruanda (francès Forces Démocratiques de Libération du Rwanda, FDLR) és un grup rebel armat actiu a l'est de la República Democràtica del Congo. Grup hutu que es va oposar a la influència tutsi, les FDLR és una de les últimes faccions dels autors del genocidi de Ruanda al Congo. Va ser fundada a través d'una amalgama d'altres grups hutu al setembre de 2000, inclòs l'Exèrcit per l'Alliberament de Ruanda (ALiR), sota el lideratge de Paul Rwarakabije. Va estar actiu durant la últimes fases de la Segona Guerra del Congo i les insurreccions posteriors a Kivu.

Congo Oriental, zona on s'aplega el FDLR

A partir de desembre de 2009, el comandant general Sylvestre Mudacumura era el comandant militar general de la FDLR. Va ser l'ex comandant adjunt de la Guàrdia Presidencial de Ruanda el 1994. La FDLR va fer una separació parcial entre les seves ales militars i civils al setembre de 2003
quan es va crear una branca armada formal, les Forces Combattantes Abacunguzi (FOCA).
Segons el Centre Nacional contra el Terrorisme dels EUA, es creu que el FDLR és responsable d'una dotzena d'atacs terroristes comesos en 2009. Aquests actes de terrorisme han matat a centenars de civils al Congo oriental.

## Disposicions en la fusió
Abans que ALiR es fusionés amb la FDLR al setembre de 2000, la configuració militar era la següent:
- ALiR comptaven amb dues divisions, cadascuna amb tres brigades d'uns 2.000 homes (un total de 12.000 homes). La primera divisió era estacionada a Kivu del Nord i la segona al voltant del Parc Nacional de Kahuzi-Biega (als territoris de Shabunda, Mwenga i Kalehe) a Kivu del Sud.
- Les tropes de la FDLR consistien en una divisió de tres brigades, a més d'una brigada més incompleta. Després de lluitar per Kinshasa, els números de tropes es van reduir a poc més de 7.000-8.000 homes, segons el FDLR. Però aquesta xifra no té en compte el possible reclutament i formació de tres brigades suplementàries, segons va informar i denunciar el govern de Ruanda. Després de la fusió ALiR / FDLR, per raons logístiques, es va mantenir a Kamina un centre d'operacions de tropes presents al Kivu meridional."[3]

Gerard Prunier presenta una imatge diferent de l'avaluació de l'ICG. A partir d'aproximadament l'agost de 2001, descriu dos grups ALiR diferents, l'antic ALiR I de Kivu septentrional, format per ex FAR i Interahamwe, prop de 4.000 tropes i el nou ALiR II que operava a Kivu del Sud fora de les bases del govern de la RD Congo a Kasai i Katanga. Prunier diu d'ALiR II que "... tenia més de 10.000 homes, i encara que molts dels oficials eren antics "genocides", la majoria dels combatents van ser reclutats després de 1997. Van ser els que van lluitar al voltant de Pepa, Moba, i Pweto a finals del 2000. 'L'aleshores nou FDLR tenia al voltant de 3.000 homes amb base a Kamina, Katanga. Encara sense haver entrat en combat, havien estat entrenats pels zimbabuesos i eren un petit exèrcit convencional totalment equipat.'
No és clar si cap d'aquestes dues xifres és correcte. Actualment, l'ALiR figura a la Llista d'Exclusió Terrorista del Departament d'Estat dels EUA com a organització terrorista.

## Història
El FDLR compta entre els seus membres els membres originals d'Interahamwe que s'enfrontaren al Front Patriòtic Ruandès (FPR) durant el genocidi de Ruanda de 1994. Va rebre un ampli suport i cooperació del govern del president congolès Laurent-Désiré Kabila, que va utilitzar el FDLR com una força subsidiària contra els exèrcits estrangers de Ruanda que operaven al país, en particular l'Exèrcit Patriòtic de Ruanda (ala militar del FPR) i el Reagrupament Congolès per la Democràcia. Al juliol de 2002, les unitats del FDLR encara en territori ocupat per Kinshasa es van traslladar a Kivu del Nord i a Kivu del Sud. En aquest moment es pensava que tenia entre 15.000 i 20.000 membres. Fins i tot després del final oficial de la Segona Guerra del Congo l'any 2002, les unitats del FDLR van continuar atacant a les forces tutsis tant a l'est de la República Democràtica del Congo com a la frontera amb Ruanda, augmentant enormement les tensions a la regió i plantejant la possibilitat d'una altra ofensiva ruandesa a la República Democràtica del Congo, la tercera des de 1996. A mitjans de 2004, una sèrie d'atacs van obligar a 25.000 congolesos a fugir de llurs llars.
Després d'alguns dies de converses amb representants del govern congolès, el FDLR va anunciar el 31 de març de 2005 que abandonava la seva lluita armada i que tornava a Ruanda com a partit polític. Les converses celebrades a Roma van ser mitjançades per la Comunitat de Sant'Egidio. El govern de Ruanda va declarar que qualsevol genocida que tornés s'enfrontaria a la justícia, probablement a través del sistema de cort gacaca. Es va afirmar que si tots els comandants de FDLR, que es creu que controlaven uns 10.000 militants, es desarmaven i retornaven, es retiraria una font clau de tensions transfrontereres.
El 4 d'octubre de 2005, el Consell de Seguretat de les Nacions Unides va emetre una declaració que exigia que la FDLR es desarmés i abandonés immediatament la República Democràtica del Congo. Segons un acord assolit a l'agost, els rebels s'havien compromès a abandonar el Congo abans del 30 de setembre.
L'agost de 2007, l'exèrcit de la República Democràtica del Congo va anunciar que estava acabant amb una ofensiva de set mesos contra el FDLR, provocant una forta repressió del govern de Ruanda. Abans d'això, el general Laurent Nkunda s'havia separat del govern, portant soldats banyamulenge (tutsis ètnics a la República Democràtica del Congo) de l'antic Reagrupament Congolès per la Democràcia i assaltant les posicions de FDLR, desplaçant més 160.000 persones.
L'octubre de 2007 l'International Crisis Group va dir que les forces militars del grup havien baixat d'unes estimacions de 15.000 en 2001 a 6-7000, organitzades en quatre batallons, una brigada de reserva a Kivu del Nord i quatre batallons a Kivu del Sud. Va nomenar la seu política a Kibua i militar a Kalonge, respectivament, ambdues a la regió selvàtica de Walikale de Kivu del Nord. També va dir que "potser el mateix nombre" de ciutadans ruandesos, familiars de combatents i refugiats no relacionats es mantenien darrere de les línies del FDLR en comunitats separades.
Al desembre de 2008, la RD Congo i Rwanda van acordar intentar dissoldre el FDLR, encara que hauran de destruir l'organització per força o, d'altra manera, clausurar-la. El 20 de gener de 2009, l'exèrcit ruandès, en concert amb el govern congolès, va entrar a la RD Congo per perseguir a persistents lluitadors del FDLR.

### Novetats posteriors
Els dies 9 i 10 de maig de 2009, els rebels del FDLR van ser acusats d'atacar als pobles d'Ekingi (Kivu del Sud) i Busurungi (Walikale), límit meridional de Kivu del Nord). Més de 90 persones van morir a Ekingi, inclosos 60 civils i 30 tropes governamentals, i es va dir que "desenes més" van ser assassinats a Busurungi. L'Oficina de les Nacions Unides per a la Coordinació d'Assumptes Humanitaris en va culpar al FDLR. L'informe del Grup d'Experts de l'ONU S/2009/603, publicat el 9 de novembre de 2009, va dir "Es van confirmar les declaracions coherents recollides pel grup dels elements FDLR que van participar en aquest atac que es va dur a terme en represàlia contra el FARDC per les matances a finals d'abril de 2009 a Shalio".
El Grup també va comentar que "l'atac a Busurungi el 10 de maig de 2009 es va dur a terme en clara violació del dret internacional dels drets humans i el dret internacional humanitari. La naturalesa sistemàtica dels atacs de la FDLR contra la població civil a Busurungi suggereix que podrien qualificar de crim contra la humanitat. L'atac a Busurungi va ser perpetrat pels elements del batalló del FDLR "Zodiac" sota el comandament del tinent coronel Nzegiyumva de la Brigada de la Reserva FDLR, alhora sota el comandament del Coronel Kalume. Segons l'informe, els atacs també van ser perpetrats pels Companyia Especial sota el comandament del capità Mugisha Vainquer. Alguna informació rebuda pel grup va indicar que l'operació era compatible amb una unitat de comando FDLR."
El FDLR havia atacat diversos pobles durant les setmanes precedents i es van produir enfrontaments entre les forces FDLR i l'exèrcit congolès, durant les quals es va informar que les forces governamentals havien perdut homes morts i ferits. Els atacs més recents han forçat una important quantitat de persones a marxar de les seves llars a Busurungi a Hombo, 20 km al nord. L'exèrcit congolès i la MONUC han dirigit l'Operació Kimia II a Kivu del Nord i Sud per intentar eliminar el FDLR, que no ha tingut gaire èxit.
El lloc web de la FDLR es va allotjar a Alemanya, però després de la sol·licitud del diari alemany Die Tageszeitung es va desconnectar. El proveïdor italià Register.it ara allotja el lloc web.
La missió de manteniment de la pau de l'ONU MONUC ha estat acusada de compartir intel·ligència amb la FDLR. No obstant això, aquestes acusacions no són fiables en el millor dels casos, ja que eren fetes pel New Times, un mitjà de comunicació sota control estatal de Ruanda. El govern de Ruanda ha estat hostil cap a la MONUC i durant la seva guerra subsidiària amb el Congo, les seves forces militars van atacar fins i tot als mantenidors de la pau mentre formaven part del CNDP.
El 24 d'agost de 2010, les Nacions Unides van confirmar que els rebels de la FDLR i de les milícies Mai Mai van violar i van atacar com a mínim 154 civils del 30 de juliol al 3 d'agost, a la ciutat de Luvungi a Kivu del Nord. Ban Ki-moon, qui havia fet de protegir civils i combatre la violència sexual els temes centrals del seu secretariat, es va indignar per l'atac. Atul Khare, cap adjunt del departament de manteniment de la pau de l'ONU, fou enviat a la regió, i Margot Wallström, representant especial de l'ONU per a la violència sexual en conflicte, es va encarregar de fer-se càrrec de la resposta i el seguiment de l'ONU. Les Nacions Unides van retirar a 1.700 efectius en els últims mesos, responent a la demanda del govern congolès d'acabar amb la missió de manteniment de la pau de l'ONU (recentment rebatejada MONUSCO). Anteriorment, Wallström va ser citada afirmant que aquesta retirada farà que la lluita contra la violència sexual a la regió sigui molt més difícil.
El 22 de febrer de 2021, un comboi del Programa Mundial d'Aliments (PMA) que viatjava per la província de Kivu del Nord cap a un programa d'alimentació escolar del PMA a Rutshuru, una ciutat situada a 70 km al nord de Goma (la capital de la província), va ser atacat per un grup d'individus armats. Com a resultat de l'atac, van morir Luca Attanasio, l'ambaixador d'Itàlia a la República Democràtic del Congo, un carabiniere italià i un conductor congolés. Es creu que es tractava d'una operació que tenia com a objectiu segrestar Luca Attanasio amb la finalitat de financiar el FDLR.
L’octubre de 2021, com a part del procés de normalització entre Burundi i Ruanda. Burundi lliura onze rebels del FLN a Rwanda.

### Detencions
El president del FDLR Ignace Murwanashyaka fou arrestat a Mannheim (Alemanya) l'abril de 2006, però fou alliberat poc després. Tanmateix, el novembre de 2009, després de la pressió exercida per les Nacions Unides, el Bundeskriminalamt va capturar Murwanashyaka juntament amb el seu ajudant de 48 anys, Straton Musoni, a Karlsruhe. Aquest va ser considerat un cop dur per a l'organització FDLR.
El judici per a Murwanashyaka i Musoni va començar el 4 de maig de 2011 davant l'Oberlandesgericht a Stuttgart. Són acusats de diversos càrrecs de crims de guerra i de crims contra la humanitat segons l'alemany Völkerstrafgesetzbuch. El seu judici és el primer a celebrar a Alemanya per delictes contra aquesta llei.
A l'octubre de 2010, el secretari executiu, Callixte Mbarushimana, va ser arrestat a França sota una ordre tancada del Tribunal Penal Internacional (TPI) per crims contra la humanitat i crims de guerra presumptament comesos als Kivus (República Democràtica del Congo). L'ordre es refereix als atacs presumptement comesos per les tropes de la FDLR contra civils al Nord i al Sud de Kivu en 2009. Els jutges del Tribunal afirmen que hi ha motius raonables per creure que Mbarushimana és responsable d'aquests atacs, que incloïen assassinats, tortures, violacions, persecució i actes inhumans. L'ordre al·lega que Mbarushimana era part d'un pla per crear una catàstrofe humanitària per extreure concessions de poder polític per a la FDLR.
El 13 de juliol de 2012 el TPI va anunciar un mandat d'arrest contra el cap de la FDLR Sylvestre Mudacumura per crims de guerra comesos en el Kivus així com contra Bosco Ntaganda.